# Sarban
Sarban, pseudonimo di John William Wall (Mexborough, 6 novembre 1910 – 11 aprile 1989), è stato uno scrittore e diplomatico britannico.
Diplomatico per oltre trent'anni, la sua carriera di scrittore è stata breve e non molto prolifica, concludendosi di fatto già negli anni '50. Sarban è descritto in The Encyclopedia of Fantasy come "un narratore di storie sottile e alfabetizzato, consapevole delle implicazioni più oscure e meno accettabili che sono alla base di molta letteratura popolare".

## Vita
Wall nacque a Mexborough nello Yorkshire, figlio di George William Wall, ferroviere della Great Central Railway, e di Maria Ellen Moffatt. Dopo aver frequentato la Mexborough School, ha studiato inglese al Jesus College di Cambridge laureandosi con il massimo dei voti. Studiò anche arabo, che dopo la laurea gli aprì le porte della carriera diplomatica e gli permise di sostenere l'esame di abilitazione al servizio consolare: come lui stesso sostenne, scelse la carriera diplomatica nel Vicino Oriente perché "[James Elroy] Flecker, di cui avevo amato la poesia ai tempi della scuola, era stato al servizio consolare del Levante", e per "la passione per i viaggi e la filologia orientale".
Nel 1933 a soli ventitré anni Wall era già viceconsole a Beirut in Libano; successivamente ricoprì incarichi a Jeddah in Arabia Saudita, Tabriz ed Esfahan in Iran, e Casablanca in Marocco.
Dal 1939 aveva iniziato una relazione con Eleanor Alexander Riesle, moglie dell'allora capocontabile dell'Imperial Bank, che sposò il 20 gennaio 1950 e con cui ebbe una figlia, Jocelyn; i due divorzieranno nel 1971.
Dopo la seconda guerra mondiale, fu consigliere presso il British Middle East Office al Cairo fino al 1952, poi ambasciatore britannico in Paraguay dal 1957 al 1958 e Console generale ad Alessandria dal 1963 al 1965.
Wall continuò a lavorare per il Foreign Office, dapprima come istruttore a Londra dal 1966 al 1970, e poi presso il Government Communications Headquarters, agenzia di sicurezza presso Cheltenham.
Wall lasciò il Foreign Office nel 1977 per ritirarsi a vivere nel Monmouthshire.
Per la sua attività diplomatica, nel 1953 fu nominato Companion dell'Ordine di San Michele e San Giorgio.

## Attività letteraria
Fu la moglie Eleanor a consegnare personalmente i due manoscritti dei racconti Ringstones e A Christmas Story, di Sarban ad un editore, Peter Davies, e che poi confluiranno insieme ad altri tre racconti nella prima raccolta Ringstones and Other Curious Tales del 1951. Per la pubblicazione della prima opera Wall scelse lo pseudonimo di Sarban, che in parsi significa "carovaniere", presentandosi con una nota di suo pugno riportata sul risvolto di copertina:
"Sarban ha trascorso metà della vita in Medio Oriente. Attratto dal Levante per le due sue passioni, i viaggi e la filologia orientale, è stato in Nordafrica, Siria, Arabia e Persia. Durante l'ultima guerra ha servito il governo. Ha insegnato l'arabo, e lavorato come traduttore e consulente di aziende inglesi specializzate nell'esportazione. Tutte le sue opere narrative sono state scritte in città mediorientali, dove ha tratto enorme piacere, essenzialmente, dal ricordo delle colline e dei campi inglesi."
Il libro, pubblicato in 4000 copie di cui 1500 destinate al mercato americano, ottenne un tiepido successo.
Al Cairo scrive due racconti lunghi, The Sound of His Horn e The Doll Maker, che insieme ad un terzo, The Trespassers, invia a Davies per la pubblicazione: The Sound of His Horn, l'opera letteraria più famosa di Sarban, uscirà nelle librerie il 29 maggio 1952: il breve romanzo ucronico racconta la vicenda onirica di un soldato della marina britannica che, catturato dai nazisti vittoriosi nella seconda guerra mondiale, si ritrova in una tenuta di caccia dove fa da preda umana ai cacciatori ospiti.
L'anno successivo, il 1º settembre 1953 viene pubblicato The Doll Maker and Other Tales of the Uncanny, che raccoglie i tre racconti The Doll Maker, The Trespassers e A House of Call.
Negli anni successivi, continuerà a lavorare su un romanzo distopico di ampio respiro, The Gymnarchs, basato sull'idea di una società completamente dominata dalle donne, uno sviluppo di un tema in qualche modo presente già in The Sound of His Horn, e che tuttavia non vedrà mai la luce.
Grazie anche all'interessamento di Kingsley Amis, che ne apprezza il sottotesto sadico e feticista, The Sound of His Horn sarà pubblicato negli Stati Uniti da Ballantine nel marzo del '60, ottenendo ottime recensioni e un buon riscontro commerciale, oltre ad una opzione, mai esercitata, da Hollywood.

## Opere
- Ringstones and Other Curious Tales, Peter Davies, 1951
- The Sound of His Horn, Peter Davies, 1952 (ed. it.: Il richiamo del corno, Adelphi, 2015)
- The Doll Maker and Other Tales of the Uncanny, Peter Davies, 1953